# كارلوس وارد
كارلوس وارد (بالإنجليزية: Carlos Ward)‏ هو عازف ساكسفون أمريكي، ولد في 1 مايو 1940 في Ancón, Panama ‏ في بنما.

## وصلات خارجية
- كارلوس وارد على موقع ميوزك برينز (الإنجليزية)
- كارلوس وارد على موقع أول ميوزيك (الإنجليزية)
- كارلوس وارد على موقع ديسكوغز (الإنجليزية)